# Tadanobu Asano
Tadanobu Asano (Japans: 浅野忠信, Asano Tadanobu) (Yokohama, 27 november 1973) is een Japanse acteur, model, zanger en gitarist.

## Biografie
Asano werd geboren als Tadanobu Sato (佐藤 忠信, Satō Tadanobu), en heeft een moeder die half Native American is. Asano is getrouwd met J-popzangeres, actrice en songwriter Chara (echte naam Miwa Satō). Ze leerden mekaar op de filmset van Picnic (1996) kennen. Samen hebben ze twee kinderen.
De 1,79 m lange Asano wordt meestal gezien als de Japanse tegenhanger van de Amerikaanse acteur Johnny Depp. In 1988 maakte hij op 15-jarige leeftijd zijn televisiedebuut in een dramaserie. Zijn filmdebuut volgde in 1990, toen hij Ushi speelde in de film Bataashi Kingyo (Swimming Upstream) van Joji Matsuoka. Asano is het meest bekend door zijn acteerwerk in films als Ichi The Killer (2001) van Takashi Miike, waarin hij de masochist Kakihara speelt, Zatōichi (2003) van Takeshi Kitano, waarin hij de samurai-zwaardvechter Hattori Genosuke speelt, en zijn rol in de Marvel Cinematic Universe-films Thor, Thor: The Dark World en Thor: Ragnarok, waarin hij Hogun speelt. In 2021 was Asano te zien in de film Mortal Kombat. In 2024 speelde hij een hoofdrol in de miniserie Shōgun.
Asano is ook model en werkte hij voor enkele Japanse modedesigners zoals Jun Takahashi, Takeo Kikuchi, met wie hij ook samenwerkte aan enkele reclamespots door er zelf in mee te spelen. Ook was hij zanger en gitarist van de Japanse band Mach 1.67.

## Filmografie
- Maborosi (1995)
- Tokyo Biyori (1997)
- Love & Pop (1998)
- Shark Skin Man and Peach Hip Girl (1998)
- Taboo (1999)
- Distance (2001)
- Ichi the Killer (2001)
- Bright Future (2002)
- Last Life in the Universe (2003)
- Zatoichi (2003)
- Café Lumière (2003)
- The Taste of Tea (2004)
- Vital (2004)
- The Buried Forest (2005)
- My God, My God, Why Hast Thou Forsaken Me? (2005)
- Takeshis’ (2005)
- Funky Forest: The First Contact (2005)
- Hana (2007)
- Sad Vacation (2007)
- Mongol: The Rise of Genghis Khan (2007)
- Redline (2009)
- Thor (2011)
- Battleship (2012)
- Thor: The Dark World (2013)
- 47 Ronin (2013)
- Silence (2016)
- Thor: Ragnarok (2017)
- Midway (2019)
- Kubi (2023)
- Shōgun (2024)